# Mohinder Suresh
Mohinder Suresh es un personaje de ficción de la serie de televisión estadounidense Héroes, producida por la cadena NBC. Mohinder es un genetista indio que luego de la muerte de su padre, Chandra Suresh, se dedica a localizar a los Héroes, para ayudarlos a entender y controlar sus poderes, trabajo que realizaba su progenitor antes de fallecer. Mohinder tratará de demostrar que las investigaciones de su padre no eran descabelladas y que realmente existen personas con poderes sobrenaturales. El personaje es interpretado por Sendhil Ramamurthy.

## Descripción del personaje
Mohinder es en primera instancia un hombre escéptico sobre el trabajo de su padre. Necesitará ver con sus propios ojos a las personas dotadas con un don especial, aquellas que, según su padre, han evolucionado más allá de la humanidad.

## Historia

### Génesis
Tras la muerte de su padre, comenzará una búsqueda, intentando ayudar a todos aquellos que su progenitor había registrado como posibles sujetos propensos a tener dones sobrehumanos (toda esta información está en un archivo de ordenador donde se cataloga a todos los sujetos, aunque se supone que la lista no es cien por cien fiable). Su primera motivación será intentar encontrar una "cura" para los dones, estudiando a los diferentes sujetos con los que se vaya encontrando, ya que cree que ellos querrían vivir mejor sin dicho don.
En su camino llegará a cruzarse a Sylar, el cual ha suplantado la identidad de uno de estos agraciados sin que nadie se dé cuenta, pero luego descubrirá el engaño al leer la noticia de la muerte del suplantado en la versión digital de un periódico.
Poco a poco su actitud irá cambiando, intentando comprender más a estas personas. Aceptó un puesto en La Compañía para tratar de salvar a una niña clarividente, Molly Walker, de la que acabaría encariñándose al darse cuenta de que padecía la misma enfermedad que mató en el pasado a su hermana y descubriendo en ese proceso que la única cura para dicha enfermedad es la propia sangre de Mohinder.

### Generaciones
Junto con Noah Bennet, Mohinder trata de destruir a La Compañía, en la cual se ha infiltrado realizando el trabajo de curar a aquellos afectados del extraño virus que mata a los Héroes o encontrando nuevos sujetos, observándolos y evaluándolos. Esto le está causando algunos problemas morales, ya que La Compañía opera en ocasiones con extrema crudeza, como si los propietarios de un don solo fueran cobayas.
Luego de su infiltración en La Compañía, su "lado del juego" está en tela de juicio por parte de Bennet, por hacer cosas que él considera inoportunas. Mohinder dice que juega de su propio lado en una conversación que mantiene con Bennet por teléfono. En el capítulo Fábulas, los últimos cuadros de Isaac Méndez se hacen realidad en el momento en que Mohinder le dispara a Bennet para que este no hiciera lo mismo con Bob Bishop, el jefe de La Compañía.
Por último Mohinder, después de combinar su sangre con la de Claire Bennet, se dispone a darle la vacuna a Niki Sanders, quien también se encontraba enferma, sin embargo en el progreso Sylar regresa a la vida de Mohinder y este completamente asustado por lo que le pudo hacer a Molly, se dirige a su apartamento, solo para encontrar a un Sylar sin poderes y a Maya Herrera esperado buscar respuestas, pero Mohinder al ver que Sylar no pose sus poderes intenta atacarlo, pero este se encontraba armado y obliga a Mohinder a que le dé la vacuna adecuada, entonces viendo que no tiene otra elección se dirige a su laboratorio para ayudarla y encontrar la manera de hacerlo. Durante su analización este descubre que Sylar posee la misma cepa que Niki, y Maya se confronta con Sylar, lo que ocasiona que este pierda la paciencia y le dispare, matándola. Sylar demanda la cura y le ordena a Mohinder que se la de primero a Maya para ver si funciona; una vez que ve que es un éxito entonces se dispone a irse pero en el progreso, Elle Bishop aparece intentando detener a Sylar, pero logra escapar con la sangre especial y Mohinder le da las gracias a Elle por salvarles la vida.

### Villanos
Luego de fracasar una vez más en "salvar la vida de los especiales", Mohinder se dispone a regresar a la India, lo que causa que Maya sin querer casi lo mate y tras un previo análisis, Mohinder se da cuenta de que los poderes provienen de las glándulas de Adrenalina y crea una vacuna a partir del poder de Maya permitiéndole obtener poderes, y se la inyecta a sí mismo aumentando su fuerza, reflejos y sentidos en gran manera, desgraciadamente también su comportamiento lo hace más agresivo y muta su cuerpo de una manera grotesca, Mohinder entonces una vez que se percata de que está muy cambiado y se da a la tarea de averiguar la forma de revertirlo, pero es incapaz.
Durante sus cambios de humor inesperados él comienza a dejar una serie de víctimas encapulladas, hasta que recibe la visita de Nathan Petrelli y Tracy Strauss, quienes les revelan que sus habilidades son sintéticas, lo que provoca que este los sede e intente experimentar con ellos para hallar una cura, pero Tracy se libera y lo amenaza, lo que da como resultado que Mohinder huya del laboratorio, con Maya, más tarde luego de llegar a un acuerdo con Arthur este hace equipo con él para que puedan empezar a perfeccionar la fórmula, sin embargo luego de mutar cada vez más y más, Mohinder tiene una nueva oportunidad cuando un elipse misteriosamente le arrebata sus poderes, y Mohinder intenta aprovechar esta situación para arreglar su relación con Maya, pero una vez que el eclipse se acaba, Mohinder muta una vez más y decide quedarse en Pinehearts.
Cuando la fórmula finalmente es perfeccionada, Mohinder no duda en intentar curarse con la fórmula, pero Peter en compañía de Knox y Flint comienzan a derribar el laboratorio, acabando con la última esperanza de Mohinder para ser normal, sin embargo después de que Flint y Peter vierten accidentalmente sobre Mohinder galones de la fórmula, cura las mutaciones de Mohinder al instante.

### Fugitivos
Mohinder regresa a su vida de taxista en la ciudad de Nueva York hasta que momentos después de saludar a Peter es secuestrado por el gobierno de los Estados Unidos y es transportado a un avión, sin embargo cuando Peter junto a Claire intentan escapar, Peter accidentalmente congela la pared del avión y un espantoso accidente ocurre.
Momentos después del accidente, Mohinder se vuelve un fugitivo y comienza a trabajar con Peter y Matt empezando con secuestrar a Noah y así conseguir información crucial, sin embargo Mohinder es capaz de ver la enorme ira que Matt descarga en Noah, lo que produce ciertas confrontaciones entre él y Matt, además de que Mohinder acaba secuestrado por el equipo que rescata a Noah. Posteriormente en su celda Mohinder es amenazado de muerte por Nathan Petrelli.
Días después Mohinder es sometido a la nueva prisión para gente especial, dirigida por la nueva persona a cargo: Emilie Danko, aunque Mohinder escapa junto a Matt y Daphne cuando Rebelde irrumpe en el sistema de seguridad buscando rescatar a Tracy Strauss. Más tarde Mohinder descubre un nuevo secreto de Chandra y cuando comienza a investigar, descubre que Chandra Suresh junto al gobierno de los Estados Unidos hace más de 30 años sabían sobre la existencia de las personas superdotadas, sometiéndolos a dolorosos experimentos y a ejecuciones injustas.
Mohinder luego decide averiguar más sobre el pasado de su padre, pero es frenado por los agentes del gobierno quienes lo capturan una vez más, pero es liberado esta vez por Hiro Nakamura y Ando Masahashi, quienes buscan ayuda en él para curar a Hiro de su padecimiento, y Mohinder le prohíbe a Hiro usar sus poderes nunca más o morirá, pero la sorpresa es para Mohinder cuando Hiro después de usar sus poderes para salvar a Noah de Emilie Danko continua vivo. Más tarde Mohinder contempla "el funeral de Sylar" y se marcha a buscar su redención.

### Heroes Reborn
Mohinder trabaja en un supuesto proyecto para salvar al mundo de una catástrofe global, pero es engañado por Erica Kravid y culpado de un ataque terrorista producido en la Cumbre de Odessa, donde reunían a evos y personas sin poderes: mueren millones de personas incluyendo a Mohinder Suresh.

## Poderes
Mohinder Suresh es uno de los personajes principales de la serie Héroes de los que no tenía poderes, junto a Noah Bennet y Ando, pero en el capítulo "A Second Coming" de la tercera temporada de la serie, descubrió junto a Maya que podía darle poderes a cualquier persona ordinaria y más tarde se inyectó la muestra a sí mismo, luego de quedar inconsciente algunas horas, descubrió que tenía habilidades como la de los demás "Héroes", pero aún no se sabe con claridad cual es.
En el segundo capítulo de la tercera temporada "The Butterfly Effect", Mohinder le cuenta lo sucedido a Maya y luego se comienzan a besar.
Más tarde ese mismo día Mohinder se levanta de su cama hasta el baño y a través del espejo descubre que una extraña erupción o sarpullido está afectando a su piel, así como otros efectos secundarios.
Su poder o habilidad se muestra como una modificación de sus habilidades motoras, mayor velocidad, agilidad y una fuerza descomunal, además de poder trepar las paredes (como el Hombre Araña) y hacer algo así como telarañas, donde crea capullos para poner en un estado de coma a sus víctimas. Se desconoce si sus habilidades influyen en su carácter como efecto asociado (similar al hambre de la habilidad de Sylar) o por el contrario es un efecto secundario asociado a la inyección.
- Datos: Q1063264